# Gau Westfalen-Nord

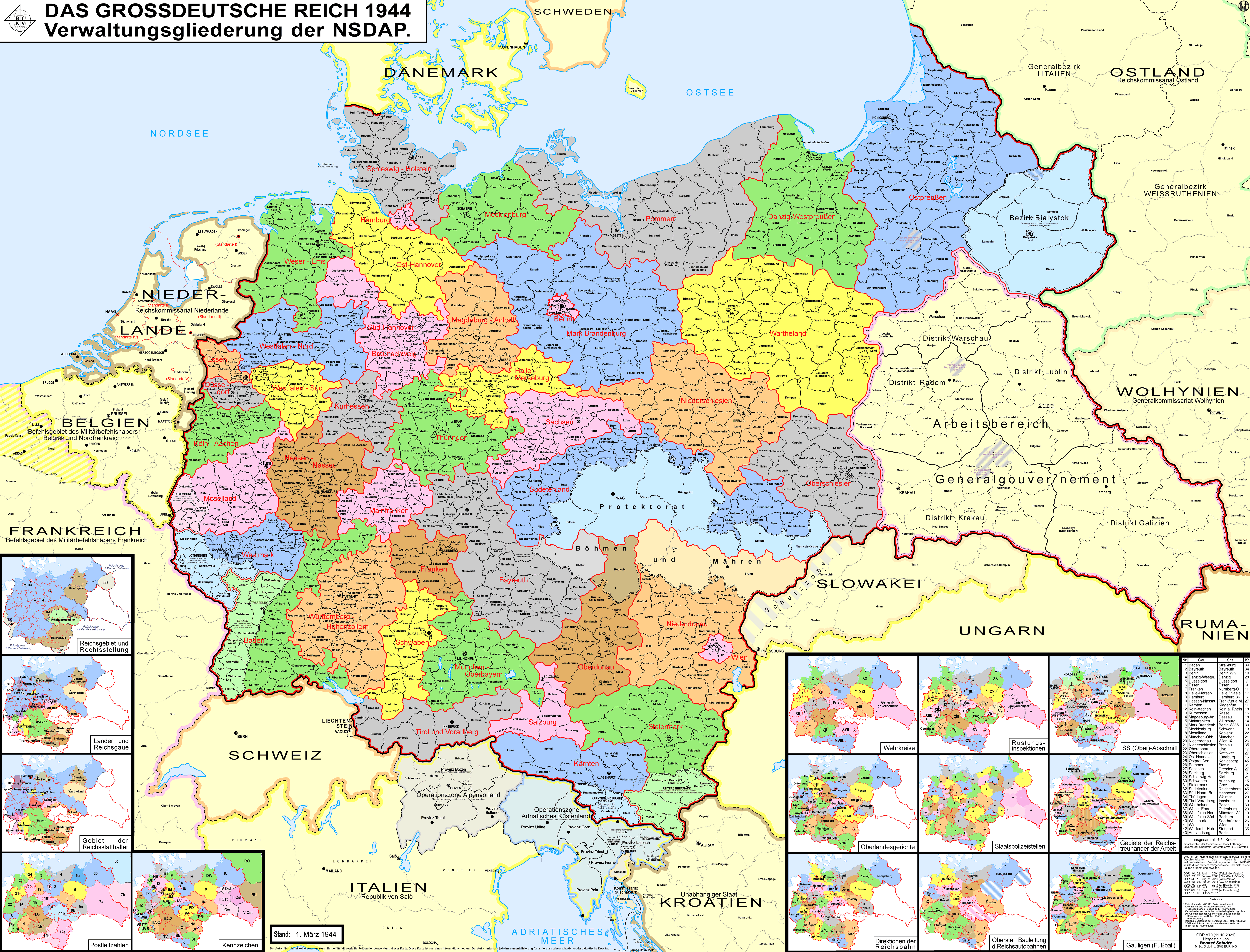
Gaue des Deutschen Reiches 1944

Der Gau Westfalen-Nord war von 1931 bis 1945 als Parteigau eine Gliederung der Nationalsozialistischen Deutschen Arbeiterpartei (NSDAP) und ab 1933 Teil der NS-Herrschaft.

## Geschichte und Strukturen

### Parteiorganisation
Die NSDAP organisierte sich ab 1924 in einem Gau Westfalen, geleitet von dem Freikorps- und späteren SA-Führer Franz Pfeffer von Salomon. 1926 wurde dieser zusammen mit dem Gau Rheinland-Nord in den Gau Ruhr eingegliedert (Gauleiter: Karl Kaufmann). 1928 erfolgte die Teilung des Gau. Aus einem Teil wurde der neue Gau Westfalen gegründet, zum Gauleiter wurde Josef Wagner ernannt, Bochum wurde Gauhauptstadt.
Dieser Gau wurde 1931 geteilt. Gau Westfalen-Süd wurde weiter von Wagner geleitet.
Von Adolf Hitler wurde Alfred Meyer (MdR) als Gauleiter des Gau Westfalen-Nord eingesetzt, als sein Stellvertreter Peter Stangier MdR.
Der Gau umfasste das nördliche Gebiet der preußischen Provinz Westfalen, also die damaligen Regierungsbezirke Münster und Minden (heute Regierungsbezirk Detmold), den Landkreis Grafschaft Schaumburg der Provinz Hessen-Nassau bzw. der Provinz Hannover (ab 30. September 1932) sowie die Gebiete der Länder Schaumburg-Lippe und Lippe. Eine Parteizeitung gab es mit der Roten Erde, die in Bochum erschien, sowie der Nationalzeitung  in Essen. Der Verwaltungssitz des Gaus war bis 1. Oktober 1932 in Gelsenkirchen, danach in der Provinzialhauptstadt Münster.

### Nach der „Machtergreifung“
Auf der Staatsseite wurde nach der „Machtergreifung“ der Nationalsozialisten (Januar 1933) der konservative Katholik (DNVP) Ferdinand von Lüninck zum Oberpräsidenten der preußischen Provinz Westfalen ernannt. Schon am 16. Mai 1933 wurde Meyer jedoch Reichsstatthalter in den Ländern Schaumburg-Lippe und Lippe. Am 24. Februar 1936 wurde er dort Führer der Landesregierung und Staatsminister (Ministerpräsident) (mit Wirkung vom 1. Februar 1936). Karl-Friedrich Kolbow sorgte als Landeshauptmann der Provinz Westfalen für die Durchsetzung der NS-Politik. 1938 wurde Oberpräsident von Lüninck durch den Gauleiter Meyer ersetzt, womit die Staats- und die Parteiebene in der Region nicht mehr zu trennen waren.

#### Organisation
Der Verwaltungssitz des Gau Westfalen-Nord war nach Gebäudewechseln innerhalb Münsters ab Ende 1936 in der Bismarck-Allee 5. Die Fläche des Gaus betrug 14.559 km², die Einwohnerzahl 2.822.603 (Stand 1941). Gauamtsleiter und Gauinspekteur war von 1936 bis 1938 Wilhelm Rosenbaum, Gaupropagandaleiter und Gaukulturwalter war Fritz Schmidt. Der Münsteraner Hermann Bartels war Gaukulturamtsleiter und etwa für die Renovierung der Wewelsburg sowie die Umgestaltung der Gauhauptstadt Münster zuständig. Gauwirtschaftsberater war der IHK-Präsident Christian Franke. Gauführerschulen bestanden in Schloss Nordkirchen und in Lübbecke (Am Weingarten).
Meyer vereinte viele weitere staatliche Ämter auf sich: Beauftragter des Reichsverteidigungskommissars für den Wehrkreis VI (Münster) im Gau Westfalen-Nord, zugleich Mitglied des Verteidigungsausschusses des Wehrkreises VI, 17. Dezember 1939 mit städtebaulichen Maßnahmen für Münster beauftragt, 29. Mai 1940 – 20. Februar 1942 „für die Dauer der Abwesenheit des Oberpräsidenten Terboven“ (in Norwegen) mit der Wahrnehmung der Geschäfte des Reichsverteidigungskommissars im Wehrkreis VI beauftragt, 15. November 1940–1945 Gauwohnungskommissar des Gaues Westfalen-Nord, 20. Januar 1942 Teilnehmer der „Wannsee-Konferenz“, 6. April 1942–1945 Beauftragter des Generalbevollmächtigten für den Arbeitseinsatz Fritz Sauckel für den Gau Westfalen-Nord, 16. November 1942 – 11. April 1945 Reichsverteidigungskommissar für den Gau Westfalen-Nord, 25. September 1944–1945 Führer des Deutschen Volkssturms im Gau Westfalen-Nord.

#### Kulturpolitik
Meyer versuchte mit einer regionalen Kulturpolitik Loyalitäten zu sichern. So führte er den Westfalentag im Sinne der NSDAP und der Heimatschutzbewegung durch, ließ in Lippe den Dichter Christian Dietrich Grabbe hochleben und pflegte den Kult um das Hermannsdenkmal. 1938 schuf er die Annette von Droste-Hülshoff-Tage. Im Ruhrgebiet wurde der erfolgreiche Fußballverein Schalke 04 besonders geehrt, um die Sympathien der Arbeiterschaft zu gewinnen.

## Einzelbelege
1. ↑  Lars Laurenz: Die Pläne zur Neugestaltung der Gauhauptstadt Münster. In: Universität Heidelberg. 17. Juni 2017, abgerufen am 7. Juli 2025.
2. ↑  Franz Pfeffer von Salomon | Portal Rheinische Geschichte. Abgerufen am 12. Juli 2024.
3. 1 2  Wagner, Johannes Volker: Hakenkreuz über Bochum: Machtergreifung und nationalsozialistischer Alltag in einer Revierstadt. Hrsg.: Veröffentlichung des Stadtarchivs Bochum. Studienverlag Brockmeyer, Bochum 1983, ISBN 3-88339-350-9, S. 456–458.
4. 1 2  Übersicht der Gaue, der Gauleiter zwischen 1933 und 1945. Abgerufen am 12. Juli 2024 (deutsch).
5. 1 2  Joachim Kuropka: Auf dem Weg in die Diktatur. In: Westfälische Zeitschrift 134, 1984, S. 184 / Internet-Portal „Westfälische Geschichte“

Koordinaten: 51° 57′ 42,8″ N, 7° 38′ 7,6″ O